# Antella (Spagna)
Antella è un comune spagnolo di 1 498 abitanti situato nella comunità autonoma Valenciana.